# NGC 5517
NGC 5517 је лентикуларна галаксија у сазвежђу Волар која се налази на NGC листи објеката дубоког неба.
Деклинација објекта је + 35° 42' 40" а ректасцензија 14h 12m 51,3s. Привидна величина (магнитуда) објекта NGC 5517 износи 13,9 а фотографска магнитуда 14,8. NGC 5517 је још познат и под ознакама UGC 9100, MCG 6-31-79, CGCG 191-63, KUG 1410+359B, PGC 50758.